# Nuno Gonçalves de Góis
Nuno Gonçalves de Góis (c. 1370 - 1440) foi um prelado português.

## Biografia
D. Frei Nuno Gonçalves de Góis era filho sacrílego de D. Lourenço Esteves de Góis, Prior do Crato, e de ... Gonçalves. O patronímico usado por Nuno Gonçalves não tem qualquer justificação na ascendência paterna, pelo que, necessariamente, lhe vem pela mãe, que seria Gonçalves (ou filha dum Nuno Gonçalves), não sendo o filho assumido pelo pai desde a sua nascença, razão pela qual terá tido patronímico de origem materna.
Sendo antes Freire e Comendador de Algoso nessa Ordem, foi Prior do Crato e Mestre da Ordem do Hospital de 1419 a 1440.
A 27 de Agosto de 1420, D. João I de Portugal confirmou vários privilégios a «dom frey nuno gllz de goyos pior do spital».
Foi Fidalgo do Conselho de D. Duarte I de Portugal.
Na legitimação dos filhos que teve de Beatriz Gonçalves, por Carta Real de 4 de Dezembro de 1437, aparece como «dom frey nuno de goyos pior da hordem do spital e do senho do dcto senhor» (D. Duarte I de Portugal).
Teve dois filhos sacrílegos e uma filha sacrílega de mulher desconhecida: 
- Fernão de Góis (? - 1455-69)
- D. Frei Pedro de Góis, Comendador de Vera Cruz na Ordem do Hospital e 1.° Senhor de juro e herdade da Lousã, com geração sacrílega
- Beatriz de Góis, que vivia viúva a 11 de Junho de 1459, quarta mulher c. 1440 de D. Diogo Fernandes de Almeida (? - 1453-9), 3.° Senhor de Abrantes e 1.° Senhor do Sardoal, com geração

Teve três filhos sacrílegos de Beatriz Gonçalves, legitimados por Carta Real de 4 de Dezembro de 1437: 
- Gonçalo de Góis; a 14 de Abril de 1452, D. Afonso V de Portugal doou a Gonçalo de Goios (sic), Fidalgo da sua Casa, uma tença anual, para seu mantimento, de 600 reais brancos, a partir de 1 de Janeiro de 1452
- Estêvão de Góis
- Diogo de Góis; a 20 de Abril de 1464, D. Afonso V de Portugal privilegiou João Afonso, picheleiro, morador na cidade de Évora, amo de Diogo Lopes Brandão, a pedido de Diogo de Goios (sic), Fidalgo da Casa Real, recebendo-o novamente por vassalo, bem como lhe concedeu aposentação com sua honra, sem ter atingido a idade de 70 anos; a 7 de Março de 1467, D. Afonso V de Portugal confirmou o privilégio a Diogo de Góis, Cavaleiro e Fidalgo da sua Casa, pelo qual lhe é garantida a moradia na Corte, no caso de não a servir, até ser pago o seu casamento (inserto Alvará de 18 de Fevereiro de 1464)

A 22 de Julho de 1444, D. Afonso V de Portugal perdoou a justiça régia a João da Fonseca, Escudeiro de D. Frei Nuno Gonçalves de Góis, Prior que foi do Crato, acusado de ter fugido para Castela, acompanhando o dito Prior, podendo regressar ao Reino, contanto que não entre em nenhuma terra do dito Priorado.
A 16 de Agosto de 1450, D. Afonso V de Portugal nomeou Diogo Afonso, Criado de D. Frei Nuno Gonçalves de Góis, Prior do Hospital, para o cargo de Tabelião do Cível e Crime na vila do Crato e seu termo.